# Hanati Silamu
Hanati Silamu (pinyin:Hānàtí Sīlāmù, född 13 september 1984 i Altay, Xinjiang) är en kinesisk boxare. Han har bland annat deltagit i de olympiska sommarspelen 2004, där han förlorade mot azerbajdzjanen Ruslan Khairov.

## Meriter

### Olympiska meriter

#### Olympiska sommarspelen 2008
| Tävlande      | Viktklass  | Sextondelsfinal      | Åttondelsfinal       | Kvartsfinal          | Semifinal            | Final                |  |
| Tävlande      | Viktklass  | Motståndare Resultat | Motståndare Resultat | Motståndare Resultat | Motståndare Resultat | Motståndare Resultat |  |
| ------------- | ---------- | -------------------- | -------------------- | -------------------- | -------------------- | -------------------- |  |
| Hanati Silamu | Weltervikt | Makina (ZAM) W 21-2  | Mulema (CMR) W 9-4   | Johnson (BAH) W 14-4 | Suárez (CUB) L 4-7   |                      |  |